# Artesia subterranea
Artesia subterranea is een vlokreeftensoort uit de familie van de Artesiidae. De wetenschappelijke naam van de soort is voor het eerst geldig gepubliceerd in 1980 door Holsinger.